# 디오니시오스 카스다글리스
디오니시오스 카스다글리스(그리스어: Διονύσιος Κάσδαγλης, 1872년 10월 31일~ 1931년)는 그리스계 이집트인 테니스 선수이다. 그는 아테네에서 열린 1896년 하계 올림픽에 참가했다.

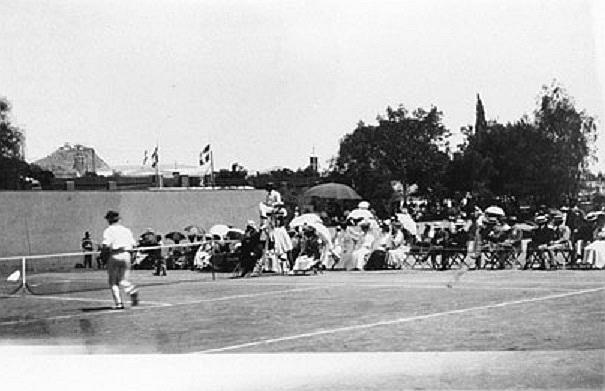
1896년 올림픽 단식 경기 결승, 카스다글리스는 이 경기에서 볼랜드한테 졌다.

이집트의 유일한 참가 선수인 카스다글리스는 단식과 복식에서 모두 결승에 올랐다. 단식경기에서는 1라운드에서 프랑스의 드페르를, 2라운드에서는 그리스의 콘스탄티노스 아크로토풀로스, 준결승에서는 헝가리의 터퍼비츠저 몸칠로를 꺾고 결승에 진출했다. 결승에서는 영국의 존 피우스 볼랜드와 맞붙었으며, 결승전에서는 볼랜드가 최고의 선수라는 것을 입증했다. 카스다글리스는 2위를 차지했다. 이 메달로 IOC는 카스다글리스를 그리스인으로 해놓았다.
복식경기에서는 그리스의 데메트리오스 페트로코키노스와 짝을 이뤄서 혼성팀 자격으로 참가했다. 1라운드에서는 그리스의 에반겔로스 랄리스와 콘스탄티노스 파스파티스를 제압했으며, 준결승에서는 오스트레일리아의 에드윈 플랙과 영국의 조지 S. 로버트슨 조를 무찔렀다. 결승에서는 또다시 볼랜드와 그의 짝인 독일의 프리드리히 트라운과 만났다. 카스다글리스와 페트로코키노스는 이 경기에서 져서 은메달에 만족해야 했다.

## 주해
1. ↑   IOC의 메달 DB 리스트에서는 혼성팀으로 기록해두었지만, 카스다글리스는 항상 자신을 그리스인이라 했으며, 페트로코키노스의 국적은 명확하게 기록되어 있지 않아서 어떤 자료에서는 그리스로 표기하기도 한다.